# Podaena kuscheli
Podaena kuscheli är en skalbaggsart som beskrevs av Ron Garth Ordish 1984. Podaena kuscheli ingår i släktet Podaena och familjen vattenbrynsbaggar. Inga underarter finns listade i Catalogue of Life.